# Victrix umovii
Victrix umovii – gatunek motyla z rodziny sówkowatych. Zamieszkuje północną i wschodnią część Europy oraz środkowo-zachodnią część Azji. Gąsienice żerują na porostach.

## Taksonomia
Gatunek ten opisany został po raz pierwszy w 1846 roku przez Eduarda Friedricha Eversmanna na łamach „Bulletin de la Société Impériale des Naturalistes de Moscou” pod nazwą Bryophila umovii. Jako lokalizację typową wskazano obwód uljanowski (ówcześnie symbirski) w Rosji. Epitet gatunkowy nadano na cześć Aleksieja Umowa.

## Morfologia

### Owad dorosły
Motyl osiągający od 26 do 31 mm rozpiętości skrzydeł. Ubarwienie głowy i tułowia jest żółtoseledynowe. Przednie skrzydło jest węższe i na wierzchołku bardziej zaostrzone niż u podobnego V. surala. Ma ono na białoseledynowym do ochrowoseledynowego tle wąskie, mocno ząbkowane przepaski, z których zewnętrznej towarzyszy od zewnątrz biała obwódka, a przepaska falista jest słabo wyodrębniona; oprócz przepasek obecna jest wąsko, obwiedziona plamka nerkowata i niewielka, czasem zredukowana do drobnych wymiarów czarnego punktu plamka okrągła, a także czarne kreskowanie przy zewnętrznym brzegu skrzydła. Pole środkowe jest wyraźnie przyciemnione poniżej pnia żyłek medialnych. Na strzępinie występuje białawe i brunatne prążkowanie. Skrzydło tylne ma na szarobrunatnym tle niewyraźną, ciemniejszą przepaskę środkową, plamkę na żyłce poprzeczne i czarne kreski u nasady strzępiny. Sama strzępina tylnego skrzydła jest biała z brunatnym nalotem.
Genitalia samca mają walwę ku szczytowi lekko rozszerzoną, mocniej niż u V. surala na kostalnym brzegu zakrzywioną, pozbawioną długich i mocnych szczecinek po stronie zewnętrznej oraz długiego wyrostka w części kostalnej, na odsiebnym końcu opatrzoną kilkoma drobnymi ząbkami. Aparat chwytający (klaspers) jest mniejszy niż u V. surala. Unkus jest silnie zakrzywiony i spłaszczony bocznie, krótszy niż u V. surala. Na sakulusie znajduje się drobny wyrostek. Zawieszka jest krótsza i szersza niż u V. surala. Lekko zakrzywiony edeagus ma w odsiebnej części wezyki cierń umieszczony na dobrze wykształconej przegrodzie końcowej (łac. diverticulum terminale).
Torebka kopulacyjna samicy ma słabo inkrustowany sklerytami, nietaśmowaty przewód, uchodzący w dystalnej części jej korpusu. Wejście do torebki jest kielichowate. Torebka odznacza się ponadto dłuższą i węższą niż u V. surala płytką brzuszną antrum, wyraźnie jajowatym, co najwyżej półtorakrotnie dłuższym niż szerszym korpusem z błoniastą tylną częścią oraz mniejszym niż u V. surala wyrostkiem (łac. appendix bursae). Ponadto genitalia samicy mają przysadki przednie dłuższe i chudsze niż u V. surala, na szczytach pozbawione modyfikacji.

### Stadia rozwojowe
Jaja są zielonkawoszare. Gąsienice w drugim lub trzecim stadium osiągają około 5 mm długości. Ciało mają stosunkowo grube, jednolicie zielonkawoszaro ubarwione.

## Biologia i ekologia

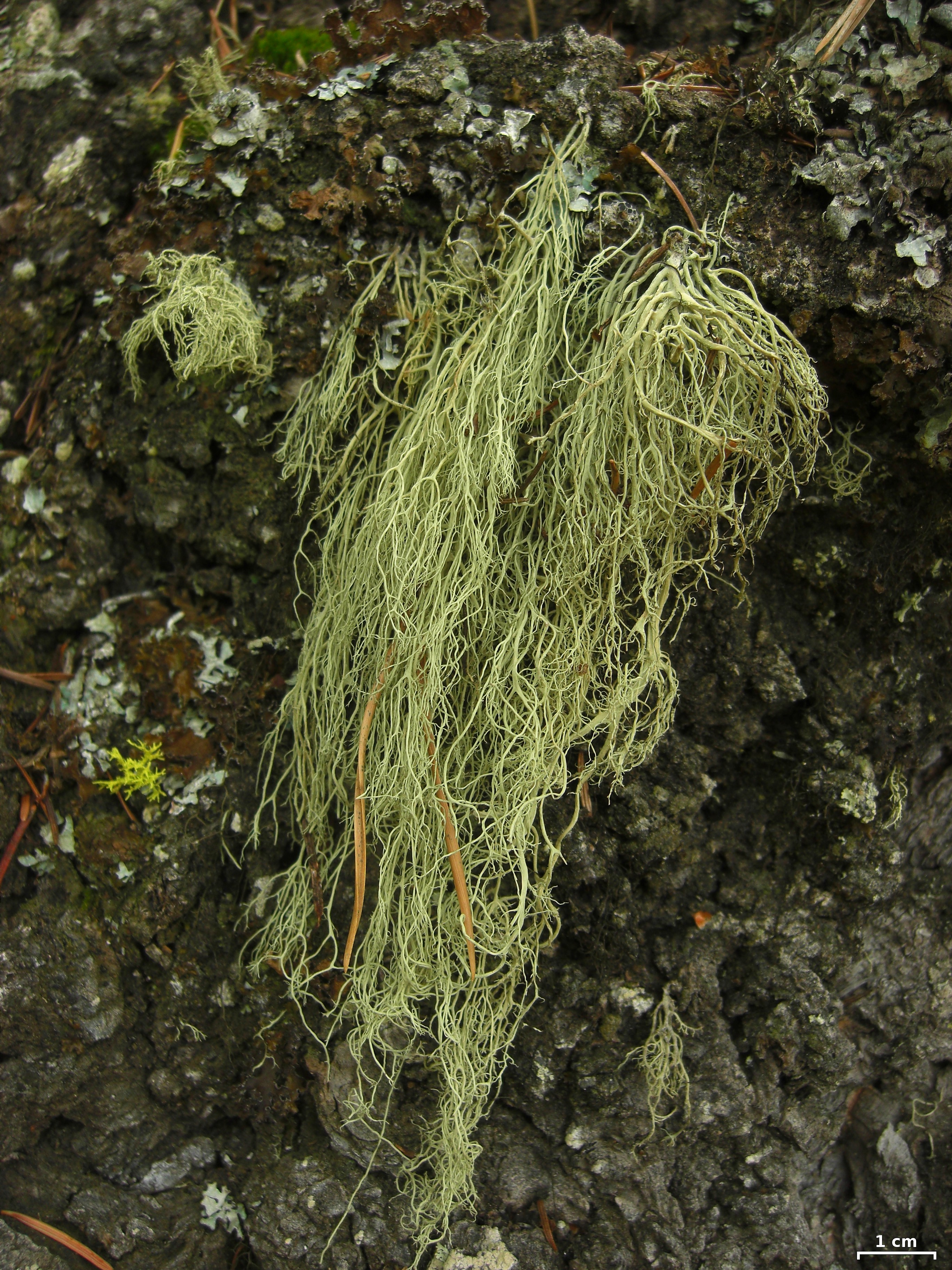
Żyłecznik zwisający, gatunek żywicielski motyla

Owad ten zasiedla obfite w porosty lasy z dobrze zachowanym starodrzewem. Przynajmniej na północy zasięgu preferuje lasy iglaste na suchych stanowiskach, w tym widne bory sosnowe o piaszczystym podłożu. Cykl życiowy jest przypuszczalnie dwuletni.
Postacie dorosłe latają w czerwcu i lipcu. Jaja są składane za pomocą długiego pokładełka pojedynczo pomiędzy płaty porostów i pod nie. Rozwój zarodkowy trwa od 20 do 25 dni. Lichenofagicze gąsienice żerują na nieco rozmiękczonych przez wilgoć porostach z rodziny tarczownicowatych, przy czym jedynym ich pewnym gatunkiem pokarmowym jest żyłecznik zwisający. Zjadane są głównie zewnętrzne części gałązek i nigdy nie dochodzi do przegryzienia gałązki na wylot. Gdy nie żerują, gąsienice kryją się pod porostami. Stadium zimującym jest gąsienica. Obserwuje się zmienność morfologiczną pomiędzy postaciami dorosłymi z poszczególnych lat, przypuszczalnie zależną od warunków klimatycznych i środowiskowych.

## Rozprzestrzenienie i zagrożenie
Gatunek palearktyczny, znany z Szwecji, Norwegii, Finlandii, Estonii, Łotwy, Litwy, Polski, Ukrainy, Mołdawii, europejskiej części Rosji i południa jej części zachodniosyberyjskiej oraz z zachodniego Kazachstanu. 
Motylowi silnie zagraża gospodarka leśna. W Polsce stwierdzony został tylko na terenie puszcz Białowieskiej i Augustowskiej. Na Czerwonej liście zwierząt ginących i zagrożonych w Polsce umieszczony został jako gatunek zagrożony o niedostatecznie rozpoznanym statusie (DD). W Szwecji podawany jest z kilkunastu stanowisk i na tamtejszej Czerwonej liście ma status gatunku narażonego na wymarcie (VU). Z Norwegii odnotowany został na podstawie pojedynczej samicy.